# Reeleição
A reeleição é a possibilidade de eleição de um novo mandato para ocupar o mesmo cargo que já ocupa por um mandato consecutivo e renovado. A reeleição é um fenômeno típico da forma de governo republicana e especialmente relevante naquelas que seguem o sistema presidencialista de governo. A reeleição só acontece em casos de mandatos consecutivos: a volta de um político ao mesmo cargo depois de tê-lo deixado não é considerada reeleição, mais que embora do ponto de vista político e social de muitos seja considerada também um tipo de reeleição. Nem todas as repúblicas do mundo permitem a reeleição. No caso das repúblicas parlamentaristas, a reeleição do presidente não costuma ser uma grande questão, já que este cargo ocupa função fundamentalmente protocolar. Já a renovação do governo do primeiro-ministro não costuma ser tratada como reeleição a rigor porque, em geral, ele não exerce um mandato propriamente dito, mas sim o partido ou coalizão parlamentar que ele chefia. Vale lembrar que em muitos sistemas eleitorais parlamentaristas, o voto é dado ao partido ou coalizão, não a um candidato individualmente.

## Estados Unidos
A Constituição dos EUA permitia a reeleição ad infinitum, isto é, ilimitada, até 1946 — quando, para evitar que se repetisse a façanha de Franklin Roosevelt, que se elegeu para a presidência quatro vezes seguidas, a reeleição foi limitada a apenas uma vez.
Após o governo de Ronald Reagan, que instituiu o início do mandato presidencial no dia 20 de janeiro do ano subsequente à eleição, três presidentes estadunidenses assumiram dois mandatos em sequência, ou seja, os três foram reeleitos: Bill Clinton, eleito em 1992 e reeleito em 1996; George W. Bush, eleito em 2000 e reeleito em 2004; e Barack Obama, eleito em 2008 e reeleito em 2012. O presidente eleito em 2016, Donald Trump, assumiu somente um mandato, pois não conseguiu se reeleger em 2020, perdendo para Joe Biden. mais porém em 2024, o jogo virou e Trump acabou sendo reeleito de forma alternativa para o seu segundo e último mandato, retornando a Casa Branca; tomando posse a partir de 20 de Janeiro de 2025.

## Brasil
No Brasil, de acordo com os textos originais das Cartas de 1891, 1934 e 1988, a reeleição do Chefe do Executivo e de seu vice era proibida para o pleito imediatamente seguinte. Os termos da última foram alterados pela emenda constitucional de revisão n.º 5, de 1994, diminuindo o mandato de cinco para quatro anos, e pela emenda constitucional n.º 16, de 1997, que passou a permitir apenas uma reeleição para mandato subseqüente e sem restrição para um pleito não-consecutivo. Os textos originais das Cartas de 1937, 1946 e 1967 não fazem menção ao tema. Após a emenda constitucional de 1997, até o momento, três presidentes foram reeleitos: Fernando Henrique Cardoso, eleito em 1994 e reeleito em 1998; Luiz Inácio Lula da Silva, eleito em 2002 e reeleito em 2006 e 2022 (de forma alternativa) e Dilma Rousseff, eleita em 2010 e reeleita em 2014. Jair Bolsonaro foi o único presidente na história da República pela Constituição de 1988 sendo eleito em 2018 que até agora não conseguiu se reeleger para o seu segundo mandato em 2022 desde então.

## Outros países

### Argentina
Desde a reforma constitucional de 1994 da Constituição de 1853 passou a ser permitida apenas uma vez para o mandato de 4 anos, o que fez com que o presidente Carlos Menem fosse reeleito já no ano seguinte em 1995, assim permitindo que outro(a)s também fossem beneficiado(a)s como a Cristina Kirchner que foi reeleita em 2011, essa não é e a primeira vez que a reeleição consecutiva presidencial no país é permitida. Em 1951 Juan Perón que diante da sua alta popularidade foi reeleito para o mandato de mais 6 anos, sendo que no meio do mandato foi deposto por um golpe militar de 1955

### Equador
A aprovação da nova constituição promulgada em 2008 fez e permitiu com que o presidente Rafael Correa fosse reeleito ja no ano seguinte em 2009 por mais 4 anos de forma limitada fazendo com o próprio Correa ultrapasse a legislação propondo um referendo em 2015 permitindo reeleições ilimitadas fazendo com o que fosse reeleito para um terceiro mandato consecutivo, o que foi derrubado num referendo em 2018 voltando apenas com a as reeleições limitadas ja no governo de seu sucessor Lenín Moreno

### Venezuela
Desde a promulgação da nova Constituição de 1999 a reeleição no país foi permitida fazendo com que o presidente Hugo Chavez fosse reeleito apenas uma única vez, quebrando a regra em 2006 e tornando-a permanente e ilimitada a partir de 2009

## Países que anteriormente permitiam reeleições

### Colômbia
Em 2004, diante da alta popularidade do presidente Álvaro Uribe, o congresso alterou o artigo 197 da atual Constituição Colombiana de 1991, permitindo reeleições favorecendo o mesmo na eleição no ano seguinte em 2005, sendo abolida e proibida pelo congresso e sancionada pelo executivo a partir de 2015. Já no início do segundo mandato de Juan Manuel Santos, que foi o segundo e o último presidente do país a ser reeleito, a constituição também proíbe a reeleição alternativa (não consecutiva) sob a alegação de manter o equilíbrio entre os poderes e a tradição democrática.

### Chile
A reeleição no país foi permitida desde a promulgação da Constituição de 1833 ocasionando na reeleição de quatro presidentes entre eles: Joaquín Prieto em 1836, Manuel Bulnes em 1846, Manuel Montt em 1856 e José Joaquín Pérez em 1866, sendo abolida e proibida pela reforma constitucional de 1874. Depois foi usada pelo ditador Augusto Pinochet para a criação e a promulgação da nova atual Constituição de 1980 do país até o momento ocasionando na sua reeleição para o mandato de 9 anos (até 11 de Março de 1990) em 11 de Março de 1981. Desde a redemocratização do país em 1990 passou a ser altamente proibida, sendo permitida apenas a alternativa (não consecutiva)

### México
A reeleição no país já era permitida desde o popular Benito Juarez, que liderou a resistência de tropas mexicanas contra as tropas francesas que dominavam parte do país durante a ocupação francesa, com o seu sucessor Sebastián Lerdo de Tejada se beneficiando, o que levantou polêmica e suspeitas de fraude. Foi derrubado por um golpe de estado militar liderada pelo general Porfírio Diaz em 1876, que tomou o controle do país governando-a com mão de ferro por 35 anos até a sua queda e fuga para o exílio na França pela Revolução Mexicana em 1911. Diaz governava de forma autoritária se reelegendo por sete mandatos consecutivos de forma fraudulenta. A partir de 1933 foi feita a reforma constitucional da atual Constituição de 1917 proibindo reeleições de qualquer tipo (consecutiva e alternativa) para presidente e outros cargos de eleição popular. Essa proibição vigora até os dias atuais.

### Peru
Desde a promulgação da nova atual Constituição em 1993, a reeleição passou a ser permitida para beneficiar o ditador civil Alberto Fujimori até o ano  2000 quando a sua reeleição polêmica para o terceiro mandato passou a ser altamente contestada, repudiada e reprovada pela população e pela classe política do país, sem apoio para governar Fujimori renunciou indo para o exílio no Japão, a partir dali a reeleição no país foi expressamente proibida, sendo permitida apenas a alternativa (não consecutiva)

### Paraguai
Desde a queda do ditador Alfredo Stroessner em 1989 pelo golpe de estado, foi abolida e proibida qualquer tipo (consecutiva e alternativa) com a criação e a promulgação da nova atual Constituição em 1992. Esteve no poder de forma autoritária repressiva através do golpe de estado em 1954, fazendo eleições fraudulentas e favorecendo-se das reeleições.

## Países em que a reeleição é constitucionalmente proibida mas ocorreu

### El Salvador
Em 4 de Fevereiro de 2024, O presidente Nayib Bukele se reelegeu por mais cinco anos de mandato se declarando vencedor com 85% dos votos, numero parecido com o índice de aprovação do seu governo que estava em 90% segundo as pesquisas. O político conquistou popularidade com medidas extremas de combate à criminalidade, que fizeram despencar os índices de violência no país pouco depois do fechamento das urnas. A oposição denuncia que Bukele usa métodos antidemocráticos.
A Constituição do país não permite reeleição. Mas, em 2021, a Assembleia Legislativa, de maioria pró-Bukele, destituiu o procurador-geral e os cinco juízes da Câmara Constitucional do Supremo Tribunal. O presidente, então, nomeou cinco juízes que permitiram que ele fosse candidato mais uma vez, desde que se licenciasse antes do período eleitoral.

### Honduras
O ex-presidente Juan Hernández embora no começo tenha se considerado antirreeleições, tendo inclusive participado da remoção do ex-presidente Manuel Zelaya através do Golpe de estado em 2009 pelo motivo deste tentar alterar a constituição do país para permitir reeleições, acabou mudando de ideia pressionando de forma autoritária a suprema corte do país para ser candidato a reeleição, sendo reeleito em 2017 após uma votação considerada fraudulenta pela oposição e pelos observadores internacionais. O governo declarou o estado de emergência. Cerca de 30 manifestantes foram mortos e mais de 800 presos. Segundo as Nações Unidas e a Comissão Interamericana de Direitos Humanos, "muitos deles foram transferidos para instalações militares, onde foram brutalmente espancados, insultados e às vezes torturados".